# Перемены в обмундировании и вооружении войск российской Императорской армии
«Перемены в обмундировании и вооружении войск российской Императорской армии с восшествия на престол государя императора Александра Николаевича» (Перемены в обмундировании и вооружении войск российской Императорской армии с восшествия на престол государя императора Александра Николаевича : составлено по Высочайшему повелению : тетради 1-111 : (с рисунками № 1-661). — Санкт-Петербург : Военная типография, 1857—1881) — издание, содержащее перечень изменений в обмундировании и вооружении российских войск, полученный на основании изданных в нём высочайших приказов, циркуляров, приказов военного министра, постановлений из Свода военных постановлений.

## Общие сведения
Издание выходило в виде отдельных тетрадей каждые несколько месяцев. К каждой тетради прилагалось несколько хромолитографических рисунков с изображением обмундирования и вооружения рядовых и офицеров российских войск. Всего с 1857 по 1881 годы было выпущено 111 тетрадей и 661 иллюстрация к ним, вышедших небольшими тиражами (каждый не более 500 экземпляров).
Работа над созданием многотомного труда велась в «Редакции военной хроники» (впоследствии переименованной в «Музеум Главного Интендантского Управления»). Иллюстрации создавались сначала под руководством К. К. Пиратского, после 1871 года — под руководством П. И. Балашова.

## В униформологии
Данное издание активно использовалось и используется различными исследователями в области униформологии как важный источник по униформе Российской Императорской армии, являющийся официальным изданием военного министерства отражающим все перемены в армейской униформе во второй половине XIX века.
В своё время издание послужило основой для продолжения выпуска другого известного многотомного труда — «Историческое описание одежды и вооружения российских войск» под редакцией А. В. Висковатова. Все его тома, начиная с 28-го, базировались на данных и иллюстрациях взятых из «Перемен в обмундировании и вооружении…». Издание использовалось для подготовки собственных работ виднейшими исследователями униформы русской армии: Звегинцовым В. В., Глинкой В. М. и другими, сведения содержащиеся в нём, а также высококачественные иллюстрации, созданные профессиональными художниками, продолжают использоваться современными авторами освещающими данную тему.

## Примеры иллюстраций
Иллюстрации издания выходили сначала за подписью К. К. Пиратского, далее — П. К. Губарева, последние — за подписью Ильина (некоторые — В. Ильина):

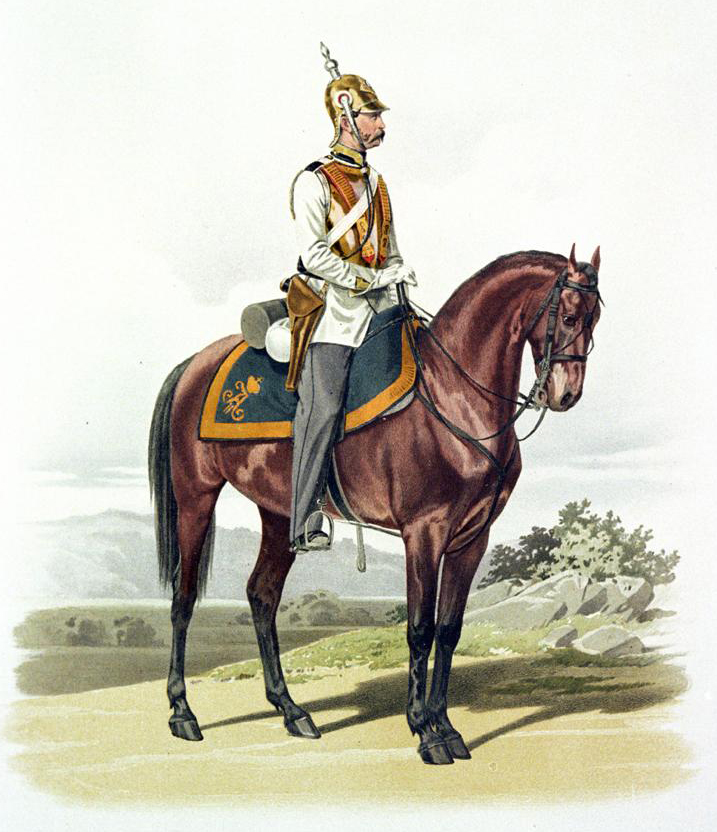
К. К. Пиратский. Унтер-Офицер Кирасирского Военного Ордена полка. 1859 год.
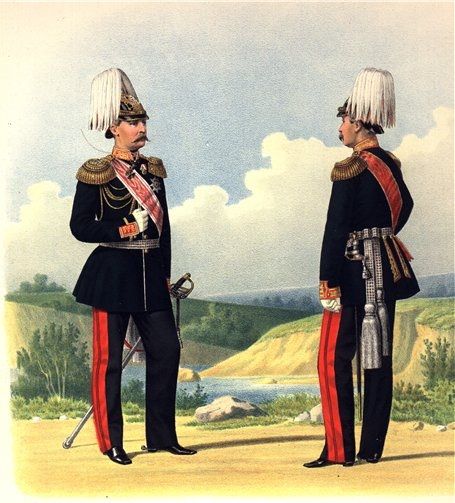
П. К. Губарев. Генерал-Адъютант числящийся в Гвардейских Кирасирских полках и Генерал состоящий по Пехоте. 1874 год.
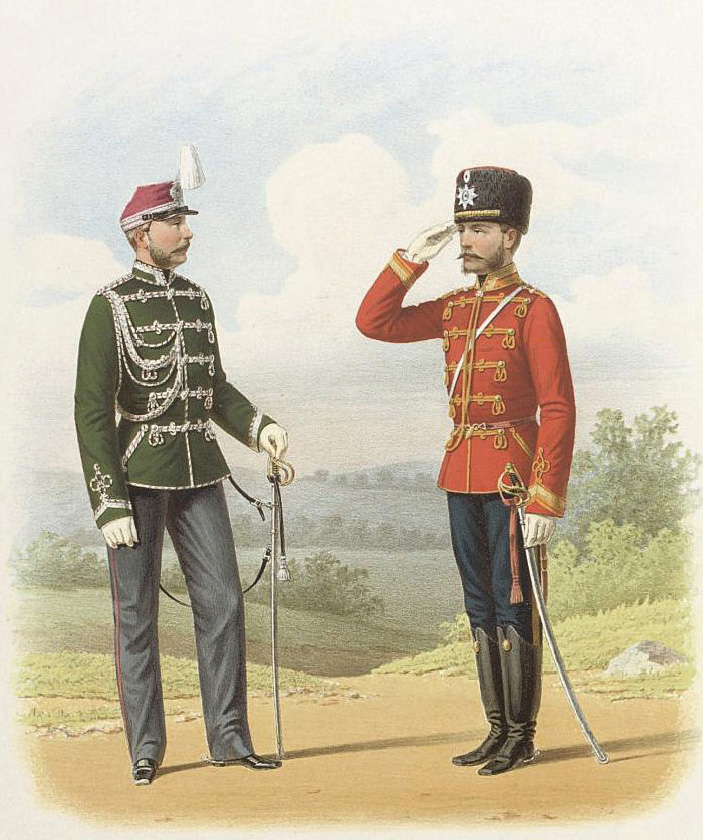
Ильин. Адъютант Л. Гв. Гродненского Гусарского и Унтер-Офицер Л. Гв. Гусарского Его Величества полков. 1877 год.